# Kerényi János
Kerényi János (Kiskunhalas, 1945. december 9. –) magyar jogász, üzemmérnök, politikus; 1998. június 18. óta a Fidesz – Magyar Polgári Szövetség országgyűlési képviselője.

## Életrajz

### Tanulmányai
1964-ben a kiskunhalasi Szilády Áron Gimnáziumban maturált. 1966-ban a Kertészeti Egyetem Kecskeméti Főiskolai Karán üzemmérnök végzettséget szerzett. 1975-ben a József Attila Tudományegyetem Állam- és Jogtudományi Karán jogászként diplomázott.

### Politikai pályafutása
1996-ban lépett be a Fidesz – Magyar Polgári Szövetség pártba.
1990 és 2010 között Soltvadkert helyi önkormányzatának tagja. 1998. június 18. óta a Fidesz – Magyar Polgári Szövetség országgyűlési képviselője. 2011. január 1. és 2014. május 5. között kormányhivatalt vezető kormánymegbízott.